# Pavonia urens
Pavonia urens är en malvaväxtart som beskrevs av Antonio José Cavanilles. Pavonia urens ingår i släktet påfågelsmalvor, och familjen malvaväxter.

## Underarter
Arten delas in i följande underarter:
- P. u. hanangensis
- P. u. hirsuta
- P. u. irakuensis
- P. u. obtusiloba
- P. u. tomentosa
- P. u. variabilis